# Wojciech Wężyk Rudzki
Wojciech (Adalbert) Wężyk Rudzki herbu Wąż – chorąży radomski od 1768 roku (zrezygnował przed 22 marca 1779 roku), stolnik radomski w 1768 roku, podczaszy radomski w latach 1764-1768, podstoli radomski w latach 1757-1764, wojski radomski w 1744 roku i w latach 1746-1757.
Poseł na sejm 1756 roku z powiatu radomskiego. Poseł na sejm 1758 roku z województwa sandomierskiego.